# عصب‌روان‌شناسی
عصب‌روانشناسی یا نوروسایکولوژی (به انگلیسی: Neuropsychology) گرایشی از روان‌شناسی آزمایشی است که به مطالعه تأثیراتی که ساختار و عملکرد مغز در شکل‌گیری فرایندهای روانشناختی ایجاد می‌کند می‌پردازد. هدف این زمینه روانشناسی تجربی درک مباحثی همانند چگونگی رفتار و شناخت در مغز است. در حالی که عصب‌شناسی کلاسیک بر روی سیستم عصبی تمرکز کرده، عصب روانشناسی به دنبال کشف نحوه همبستگی مغز و ذهن است که به همین خاطر اشتراکاتی را با عصب‌شناسی رفتاری و روانپزشکی پیدا می‌کند

## تاریخچه
گرچه عصب روانشناسی یک رشته نسبتاً جدید در روانشناسی محسوب می‌شود اما ریشه‌های شکل‌گیری تاریخی اش را می‌توان از سلسله سوم در مصر باستان یا شاید حتی قبل تر از آن پیدا کرد، به عنوان مثال ۳۵۰۰ سال قبل میلاد ایمهوتپ یکی از کاهنان و پزشکان مصری مشهوری بود که سعی کرد کارکرد مغز را درک کند.

### رنه دکارت
رنه دکارت فیلسوف و ریاضیدان فرانسوی بود که بیشتر آزمایش‌های آناتومیکی خود را متمرکز در مغز کرده بود و توجه ویژه‌ای به غده صنوبری (بافت مخروطی شکلی که در عمق مغز قرار دارد) داشت از نظر او ذهن یا روح با بدن فیزیکی در تعامل و ارتباط بود و رفتارهای بدن را کنترل می‌کرد و متقابلاً بدن هم بر روی ذهن تأثیرگذار بود از نگاه او غده صنوبری در مغز «محل قرارگیری روح» بود که باعث ارتباط بین روح و بدن می‌شد دیدگاهی عمیقاً مذهبی نسبت به دنیای علمی با این فرض که بدن فانیست و روح جاودانه است با این حال اغلب ادعاهای دکارت بیش از حد فلسفی و فاقد زمینه علمی برای پذیرش بود.

## کتابشناسی
- Finger S (2000). Minds Behind the Brain: A History of the Pioneers and their discoveries. New York: Oxford. pp. 22. ISBN 978-0-19-518182-1.